# Alexios IV Angelos
Alexios IV Angelos (tiếng Hy Lạp: Αλέξιος Δ' Άγγελος) (kh. 1182 – 8 tháng 2, 1204) là Hoàng đế Đông La Mã từ tháng 8 năm 1203 đến tháng 1 năm 1204. Ông là con trai của Hoàng đế Isaakios II Angelos và người vợ đầu tiên với cái tên Palaiologina, về sau đi tu pháp danh là Eirene. Người chú bên nội của ông chính là Hoàng đế Alexios III Angelos.

## Sống lưu vong
Thái tử Alexios bị cầm tù vào năm 1195 khi Alexios III đem quân lật đổ Isaakios II trong một cuộc binh biến. Năm 1201, hai thương nhân thành Pisa đã được phe cánh Isaakios bỏ tiền ra thuê để lén chở Alexios rời khỏi Constantinopolis tới nương náu chỗ Đế quốc La Mã Thần thánh cùng với người em rể Philipp xứ Schwaben, Vua nước Đức.
Dựa theo nguồn tư liệu đương thời của Robert xứ Clari kể lại trong lúc Alexios sống tại triều đình của Schwaben thì đó cũng là lúc ông được tiếp kiến Hầu tước Bonifacius xứ Montferrat, anh em họ của Philipp, người được chọn làm tổng chỉ huy cuộc Thập tự chinh thứ tư, nhưng đã tạm thời rời khỏi hàng ngũ Thập tự quân trong suốt thời gian diễn ra cuộc vây hãm Zara để đến viếng thăm Philipp. Bonifacius và Alexios được cho là đã thảo luận về việc chuyển hướng cuộc thập tự chinh sang Constantinopolis nhằm tạo cơ hội giúp đỡ Alexios phục hồi ngôi vị của phụ hoàng. Montferrat bèn trở lại nắm quyền chỉ huy Thập tự quân trong lúc lực lượng này đang trú đông tại Zara và sau đó tiếp nhận lời thỉnh cầu tăng viện thêm 10.000 quân Đông La Mã trợ giúp cho Thập tự quân từ phái đoàn của Alexios, duy trì 500 hiệp sĩ đóng tại Đất Thánh, điều động hải quân Đông La Mã (20 tàu chiến) dùng để chuyên chở Thập tự quân sang Ai Cập, cũng như số tiền để trả hết món nợ mà Thập tự quân đã vay của nước Cộng hòa Venezia lên đến khoảng 200.000 đồng bạc. Thêm vào đó, ông hứa sẽ đưa Giáo hội Chính thống Hy Lạp thuộc quyền Giáo hoàng. Người Venezia và hầu hết các nhà lãnh đạo đều ra sức ủng hộ kế hoạch này tuy nhiên một số khác thì không và có những người thoái thác, như trường hợp Simon xứ Montfort. Năm 1202 hạm đội Thập tự quân cập bến Constantinopolis. Alexios cho dàn quân nhằm hư trương thanh thế bên ngoài khu vực tường thành, nhưng đa phần dân chúng đều tỏ ra thờ ơ, xét về vị thế của Alexios III, dù là một kẻ tiếm ngôi và vị vua bất hợp pháp trong con mắt của người phương Tây, thì ông lại là một vị hoàng đế rất được lòng dân Đông La Mã.

## Lên ngôi Hoàng đế

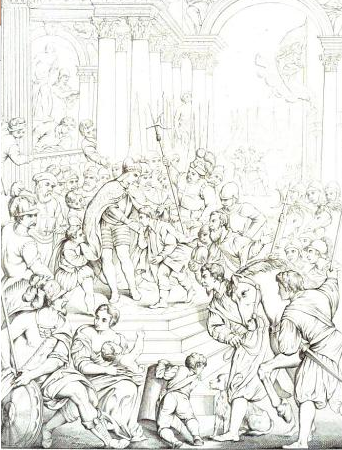
Alexios đến chỗ Zara để cầu viện sự trợ giúp của Thập tự quân; bản phác họa từ một bức tranh treo trong Dinh Tổng trấn, Venezia

Ngày 18 tháng 7 năm 1203, Thập tự quân đã quyết định tấn công thành phố, Alexios III vô cùng hoảng sợ đã vội vã trốn sang xứ Thracia. Sáng hôm sau Thập tự quân rất ngạc nhiên khi thấy rằng cư dân thủ đô đã thả Isaakios II ra khỏi chốn lao tù và tôn ông làm hoàng đế, bất chấp thực tế là ông đã bị làm cho mù mắt khó mà cầm quyền nổi. Thập tự quân không thể chấp nhận điều này và buộc Isaakios II phải tấn phong Alexios IV làm đồng hoàng đế vào ngày 1 tháng 8.
Bất chấp những lời hứa hẹn lớn lao của Alexios, Isaakios, người có kinh nghiệm và thực tế hơn trong số hai cha con, biết rằng quốc khố triều đình không bao giờ có thể trả nổi món nợ của Thập tự quân. Alexios dường như không nắm rõ được nguồn tài chính của đế chế đã sụt giảm bao nhiêu trong năm mươi năm qua. Alexios tìm đủ mọi cách để nâng cao một nửa số tiền như đã hứa (100.000 đồng bạc), bằng cách vơ vét tiền bạc từ các nhà thờ và tịch thu tài sản những phe phái chống đối mình. Rồi sau đó cố gắng tiêu diệt nốt tàn quân của Alexios III, vẫn còn đang nắm quyền kiểm soát xứ Thracia. Vụ cướp bóc một vài thị trấn Thracia đã giúp cho tình hình của Alexios được cải thiện đôi chút, nhưng trong khi đó, sự thù hận giữa lực lượng Thập tự quân bướng bỉnh và cư dân thủ đô Constantinopolis ngày càng gia tăng.
Vào tháng 12 năm 1203, bạo lực đã bùng phát giữa dân chúng Constantinopolis và Thập tự quân. Đám đông trong cơn giận dữ đã xông ra bắt giữ và chém giết không nương tay bất cứ người nước ngoài nào mà họ bắt gặp ngoài đường, Thập tự quân cảm thấy rằng Alexios đã không giữ đúng lời hứa của mình. Alexios cứ một mực từ chối yêu cầu của họ, với câu nói, "Tôi sẽ không làm gì nhiều hơn tôi đã làm." Trong khi mối quan hệ với Thập tự quân đang ngày càng xấu đi, hai cha con Alexios bị dân gốc Hy Lạp oán hận vô cùng. Mù lòa và gần như không có quyền lực nào trong tay, Isaakios II lại không muốn chia sẻ ngôi vị với con trai mình; ông bèn tung tin đồn về hành vi tình dục kỳ quặc của Alexios, buộc tội con mình kết thân với "những kẻ trụy lạc". Nhà biên niên sử Niketas Choniates đã bác bỏ Alexios là "trẻ con" và chỉ trích mối quan hệ thân mật với Thập tự quân và lối sống xa hoa của ông. Vào đầu tháng 1 năm 1204, Alexios IV đã quyết định đánh trả lại Thập tự quân bằng cách điều động 17 chiếc thuyền chất đầy các chất dễ cháy và nhắm thẳng vào đội tàu Venezia, nhưng nỗ lực này đã chuốc lấy thảm bại.

## Bị phế truất và sát hại
Vào cuối tháng 1 năm 1204, dân chúng kinh thành Constantinopolis đã dấy loạn và cố gắng tôn phò một vị hoàng đế đối địch tại Hagia Sophia. Alexios IV đã nỗ lực đạt cho bằng được sự hòa giải với Thập tự quân, liền giao phó cho vị sủng thần chống phương Tây là Alexios Doukas Murzuphlus thực hiện sứ mệnh giành lại sự ủng hộ của Thập tự quân. Tuy vậy, Alexios Doukas đã sai người bắt giam cả hai cha con Alexios IV vào đêm ngày 27–28 tháng 1 năm 1204. Isaakios II qua đời ngay sau đó, có thể là do tuổi già sức yếu hoặc bị đầu độc, riêng Alexios IV thì bị bóp cổ chết vào ngày 8 tháng 2. Alexios Doukas được tôn lên ngôi hoàng đế lấy hiệu là Alexios V. Trong suốt thời kỳ trị vì ngắn ngủi của Alexios IV, triều đình đã để mất các vùng lãnh thổ dọc bờ Biển Đen vào tay Đế quốc Trebizond.

## Ảnh hưởng văn hóa
Alexios IV được nhắc đến trong tập "Map of the Seven Knights" (Tấm bản đồ Bảy hiệp sĩ) của mùa thứ 5 trong loạt phim truyền hình Grimm. Phim nói về ông như là một người thuộc phe Thập tự quân.